# Siegendorf
Siegendorf (Kroatisch: Cindrof) is een gemeente in de Oostenrijkse deelstaat Burgenland, gelegen in het district Eisenstadt-Umgebung (EU). De gemeente heeft ongeveer 2700 inwoners.

## Geografie
Siegendorf heeft een oppervlakte van 23,1 km². Het ligt in het uiterste oosten van het land.

## Geboren
- Jenő Takács (1902 - 2005), componist, pianist, musicoloog en muziekpedagoog

Breitenbrunn am Neusiedler See · Donnerskirchen · Großhöflein · Hornstein · Klingenbach · Leithaprodersdorf · Loretto · Mörbisch am See · Müllendorf · Neufeld an der Leitha · Oggau am Neusiedler See · Oslip · Purbach am Neusiedler See · Sankt Margarethen im Burgenland · Schützen am Gebirge · Siegendorf · Steinbrunn · Stotzing · Trausdorf an der Wulka · Wimpassing an der Leitha · Wulkaprodersdorf · Zagersdorf · Zillingtal
- Gemeinsame Normdatei: 4814885-4
- MusicBrainz: 67cb4289-23bf-4ad4-b97c-c69611949ba4
- Virtual International Authority File: 239640056